# 경우의 수
경우의 수(境遇─數, 영어: number of cases)란, 어떤 사건(일)이 일어날 수 있는 경우의 가짓수(outcomes)를 수로 표현한 것이다.
1회의 시행에서 일어날 수 있는 사건의 가짓수를 n이라고 할 때 이 때의 경우의 수를 n이라고 한다. 경우의 수는 확률과 매우 밀접한 관계를 가지는데 이는 각 사건이 일어날 확률들의 관계를 알 수 있다면 경우의 수를 통해 각 확률을 구할 수 있기 때문이다.

## 합의 법칙·곱의 법칙
독립사건 A 또는 B가 일어나는 경우의 수를 구할 때에는 합의 법칙이 이용된다. 예로, 주사위 2개를 던져서 나온 눈의 수의 합이 7 또는 8인 경우의 수를 구하기 위해서는 두 독립사건 '주사위의 합이 7이 될 경우의 수'와 '주사위의 합이 8이 될 경우의 수'의 경우의 수를 합하면 된다.
반면에 독립사건 A와 B가 동시에 일어나는 경우의 수를 구할 때에는 곱의 법칙이 이용된다. 예로, 주사위 3개를 동시에 던져서 나올 수 있는 모든 경우의 수는 세 독립사건 '주사위를 던져서 1~6 중 하나의 숫자가 나옴'의 경우의 수를 곱하여 구할 수 있다.

## 예시
- 주사위를 던지는 경우 그 결과는 1 이상 6 이하의 자연수로 된 눈 숫자 중 1가지가 나오게 된다. 이때 경우의 수는 6이다.
- 윷을 던지는 경우 그 결과는 도, 개, 걸, 윷, 모 의 5가지 중 1가지가 나오게 된다. 이때 위아래(앞뒤)가 존재하는 4개의 윷가락을 사용하므로 경우의 수는 {\displaystyle 2^{4}}=16이다.
- 가위바위보를 하는 경우 그 결과는 가위, 바위, 보 의 3가지 중 1가지가 나오게 된다. 이때 경우의 수는 3이다.
- 동전을 던지는 경우 그 결과는 앞면, 뒷면 2가지 중 하나가 나온다. 이때 경우의 수는 2이다.
- 스포츠에서도 존재하는데 본선이나 조별 리그에서 토너먼트에 진출하는 2팀 이상이 승부가 가려지지 않았을 때에도 존재한다. 1994년 FIFA 월드컵 아시아 지역 예선의 도하의 기적과 야구의 2014년 KBO 리그의 SK 와이번스와 LG 트윈스, 2017년 KBO 리그에서 둘 다 이미 2017년 KBO 포스트시즌은 확정지었지만 3위 결정을 위한 NC 다이노스와 롯데 자이언츠, 2021년 KBO 리그의 키움 히어로즈와 SSG 랜더스 등이 그 예시다.